# 高砂 (福岡市)
高砂（）は、福岡県福岡市中央区の町名。現行の行政地名は、高砂一丁目及び二丁目（住居表示実施済）。面積は18.56ヘクタール。2023年5月末現在の人口は6,115人。郵便番号は810-0011。

## 地理

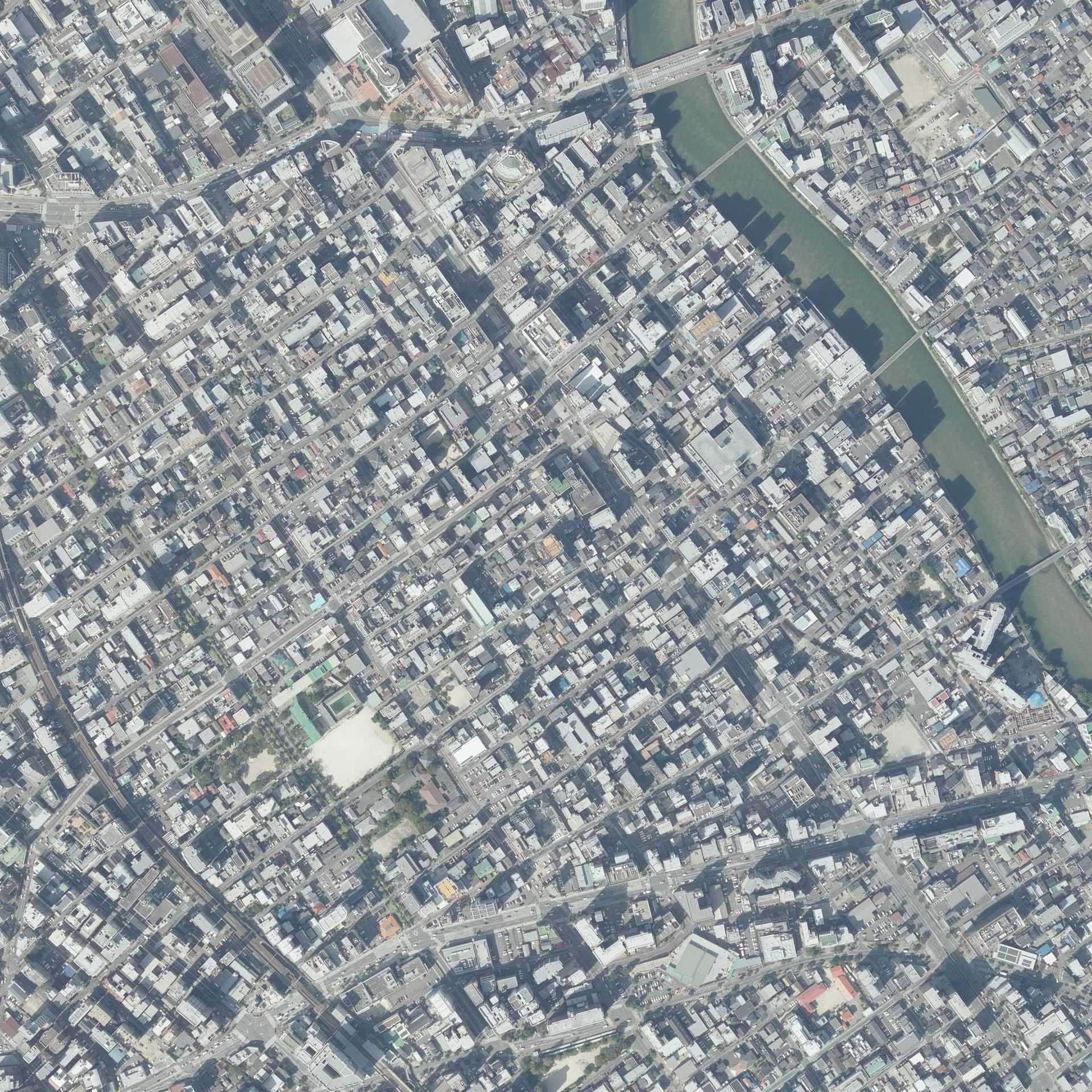
土地利用の状況

福岡市の「都心部」とされる中央区天神等の南南東約1.8キロメートル、中央区の南東部、福岡県道602号後野福岡線（日赤通り）の西側に位置する。北西で渡辺通（）と、北東で清川と、南東で那の川と、南西で白金（）と隣接する。土地利用については、日赤通りなどの幹線道路の沿線に、業務施設、商業施設などが建ち並び、その背後には住宅や小規模な店舗が密集している。

### 都市計画等
高砂を含む地区の都市計画における位置づけについては、2012年（平成24年）12月21日に策定された『第9次福岡市基本計画』の「都市空間構想図」において、「都心部」に含まれている。都心部のなかでも特に天神・渡辺通地区、博多駅周辺地区、ウォーターフロント地区（博多ふ頭及び中央ふ頭）の3地区が都心部の核とされており、高砂を含む地区は天神・渡辺通地区の南に位置する。都市計画に関しては、「福岡市都市計画マスタープラン」において定められた方針については次のとおりである。交通ネットワークに関しては、都市の骨格となる福岡県道602号後野福岡線（日赤通り）及び福岡県道555号桧原比恵線（百年橋通り）の沿道や幹線道路である福岡市道博多駅草ヶ江線（城南線）の沿道は、商業、業務、サービス施設や中高層住宅などが連続した「都市軸」や「沿道軸」に位置付けられている。土地利用については、全域が住宅を中心に都心機能を支援する業務施設、商業施設が共存する「複合市街地ゾーン」に位置付けられ、職住が調和した複合市街地づくりと良好な街並みの形成などがまちづくりの視点とされている。今後の課題については、高砂の特に北部が太平洋戦争の後に進められた戦災復興都市計画による土地区画整理事業の施工地区から外れ、古くから市街地が形成されている地区であり、幅員4メートル未満の狭隘道路が多く、また建築後30年以上の木造住宅も多いため、災害時の安全性などがあげられる。用途地域については次のとおりである。高砂の全域が商業地域に指定されている。

## 歴史

### 町域の変遷
| 住居表示実施後       | 実施年月日         | 住居表示実施前（各大字・町名ともその一部）                                                                     |
| -------------------- | ------------------ | --- |
| 高砂一丁目及び二丁目 | 1962年（昭和37年） | 桜木町並びに昭和通、六月田町、高畑新町、高畑本町、高砂町、住ノ江町、渡辺通一丁目から五丁目まで及び春吉の各一部 |

## 人口
高砂一丁目及び二丁目について人口の推移を福岡市の住民基本台帳（公称町別）に基づき示す（単位：人）。集計時点は各年9月末現在である。
- 2001年（平成13年）：4,037
- 2002年（平成14年）：4,024
- 2003年（平成15年）：4,097
- 2004年（平成16年）：4,075
- 2005年（平成17年）：4,250
- 2006年（平成18年）：4,385
- 2007年（平成19年）：4,492
- 2008年（平成20年）：4,601
- 2009年（平成21年）：4,628
- 2010年（平成22年）：4,615
- 2011年（平成23年）：4,808
- 2012年（平成24年）：4,936
- 2013年（平成25年）：4,969
- 2014年（平成26年）：5,004
- 2015年（平成27年）：5,110
- 2016年（平成28年）：5,337
- 2017年（平成29年）：5,341
- 2018年（平成30年）：5,441
- 2019年（令和元年）：5,576
- 2020年（令和2年）：5,781
- 2021年（令和3年）：5,890
- 2022年（令和4年）：6,037

## 交通

### 道路
主な幹線道路は次の通り。

#### 県道
- 福岡県道555号桧原比恵線（百年橋通り）
- 福岡県道602号後野福岡線（日赤通り）

#### 市道
市道のうち主な幹線道路は次の通り。
- 福岡市道博多駅草ヶ江線（幹線一級市町村道、城南線）
- 市道高砂平尾線（幹線二級市町村道）

### 鉄道
鉄道については、町域の北側に福岡市交通局が運営する地下鉄の福岡市地下鉄七隈線が通っており、町外ではあるが、最寄りの駅は次のとおりである。
- 渡辺通駅（距離は道程で約0.2～1.2キロメートル）
- 薬院駅（距離は道程で約0.3～1.3キロメートル）

また町域の西方に西日本鉄道の西鉄天神大牟田線が通っており、町外ではあるが、最寄りの駅は次のとおりである。
- 薬院駅（上記の薬院駅と一体で福岡市地下鉄七隈線も乗り入れる。）
- 西鉄平尾駅（距離は道程で約0.5～1.7キロメートル）

### バス
バスについては、西日本鉄道株式会社が運営する西鉄バスが近くを運行しており、一部町外も含むが、次の停留所がある。
- 日赤通り沿い：渡辺通一丁目、高砂、高砂二丁目
- 城南線沿い：渡辺通一丁目、薬院駅前
- 百年橋通り沿い：那の川、那の川二丁目

## 施設

### 公共・公益施設
- 高砂公園[注釈 3]
- 福岡清川（）郵便局[注釈 4]

公共・公益施設の写真
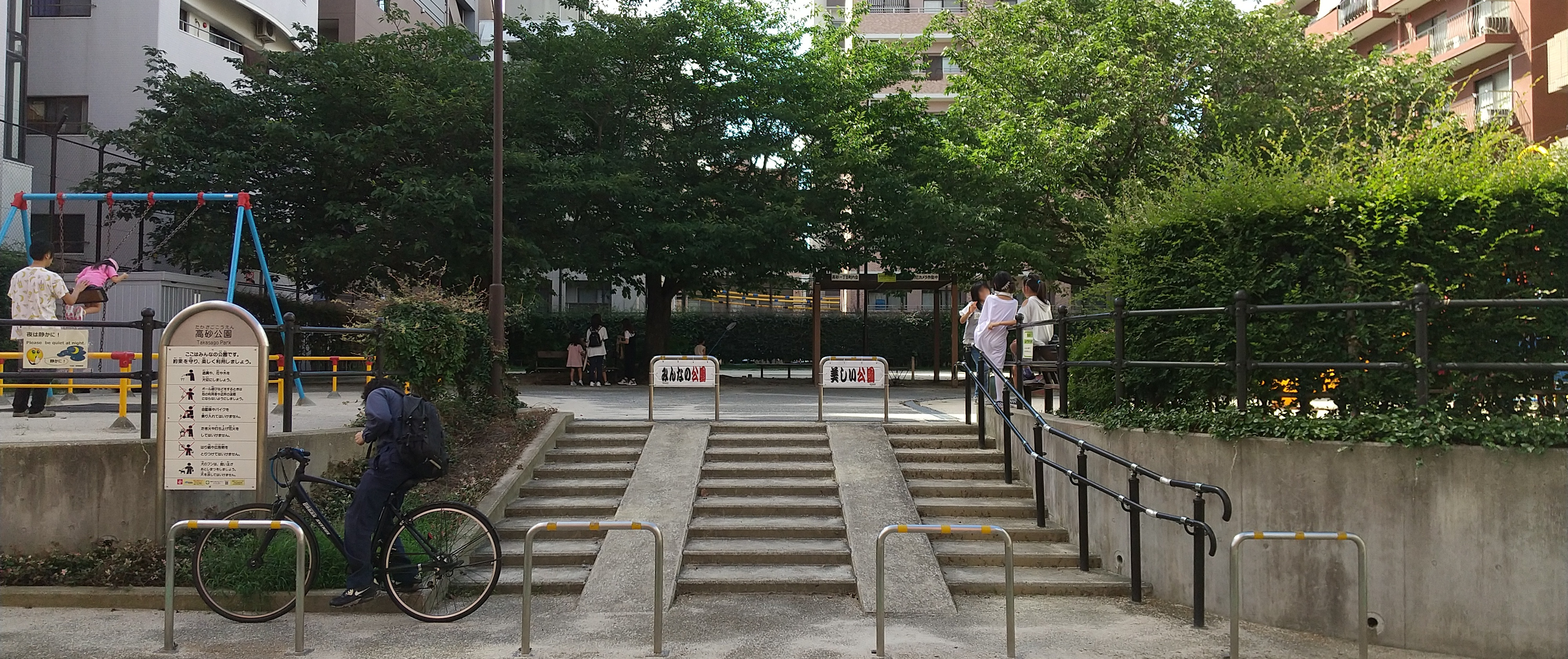
高砂公園
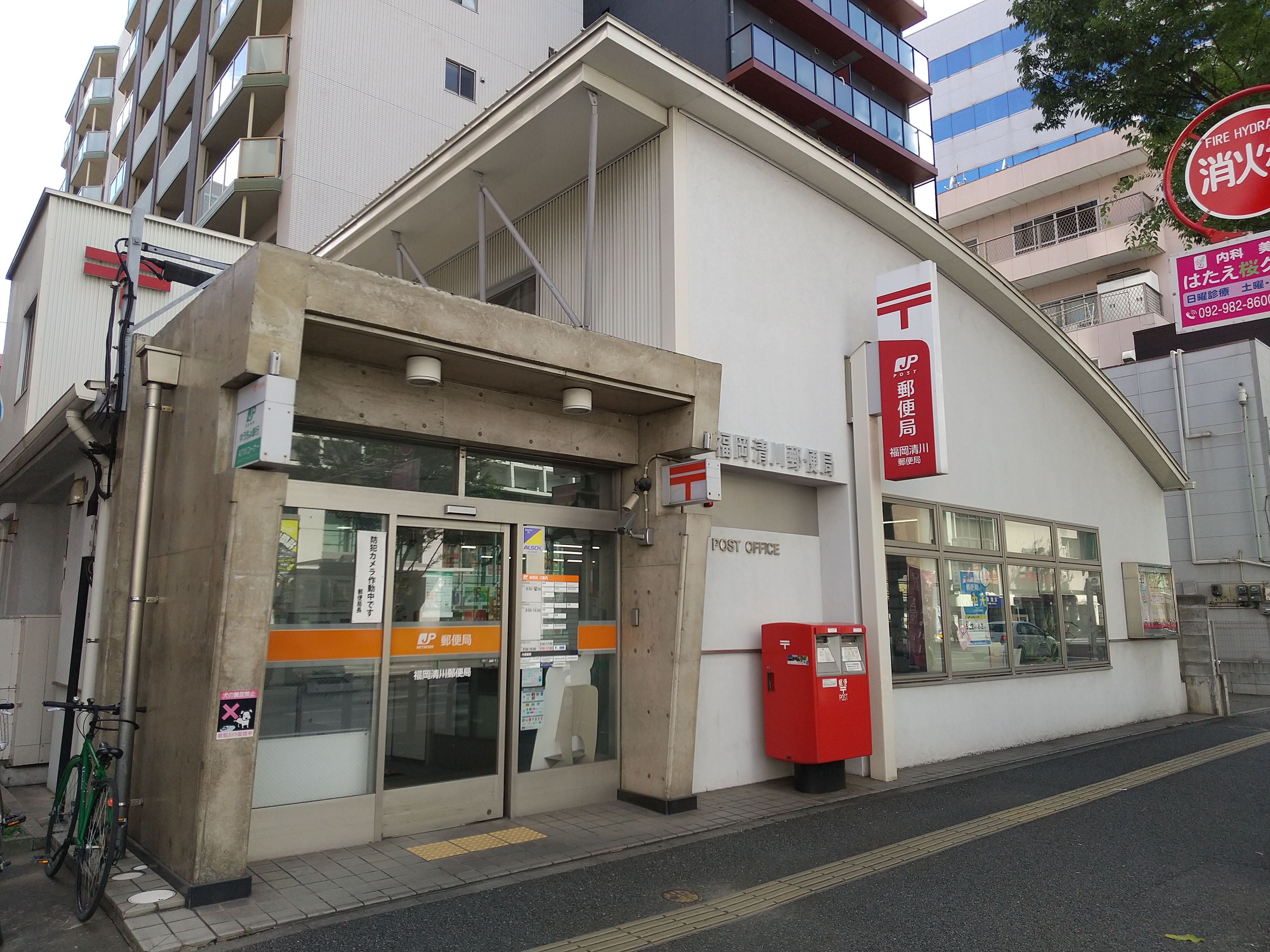
福岡清川郵便局

### 学校
公立の小中学校は町内にはないが、校区については、小学校区、中学校区についてそれぞれ次の学校の校区に属する。

#### 公立の小学校
- 一丁目1番～11番、17番～24番：福岡市立春吉小学校（810-0003中央区春吉一丁目17番38号）
- 一丁目12番～16番、二丁目：福岡市立高宮小学校（810-0012中央区白金（）二丁目15番40号）

#### 公立の中学校
- 一丁目1番～11番、17番～24番：福岡市立春吉中学校（815-0031南区清水（）四丁目21番50号）
- 一丁目12番～16番、二丁目：福岡市立高宮中学校（815-0082南区大楠（）三丁目11番1号）